# 142
142（百四十二、ひゃくよんじゅうに）は自然数、また整数において、141の次で143の前の数である。

## 性質
- 142は合成数であり、約数は1, 2, 71 と 142 である。
  - 約数の和は216。
    - 約数の和が立方数になる5番目の数である。1つ前は110、次は159。

  - 約数の個数が3連続(141,142,143)で同じになる4番目の中央の数である。1つ前は94、次は202。
- 47番目の半素数である。1つ前は141、次は143。
  - 141, 142, 143と半素数が3連続する4番目の組合わせである。1つ前は123、次は201。
- 142 = 1 + 2 + 3 + 5 + 8 + 13 + 21 + 34 + 55
  - フィボナッチ数列を構成する最初の9数の和である。1つ前は87、次は231。
- 各位の和が7になる13番目の数である。1つ前は133、次は151。
- 各位の積が8になる8番目の数である。1つ前は124、次は181。(オンライン整数列大辞典の数列 A199989)
- 142 = 52 + 62 + 92
  - 3つの平方数の和1通りで表せる54番目の数である。1つ前は140、次は144。(オンライン整数列大辞典の数列 A025321)
  - 異なる3つの平方数の和1通りで表せる44番目の数である。1つ前は140、次は145。(オンライン整数列大辞典の数列 A025339)
  - n = 2 のときの 5n + 6n + 9n の値とみたとき1つ前は20、次は1070。(オンライン整数列大辞典の数列 A074573)
- 142 = 12 + 22 + 42 + 112 = 12 + 42 + 52 + 102 = 22 + 52 + 72 + 82 = 32 + 42 + 62 + 92
  - 異なる4つの平方数の和4通りで表せる最小の数である。次は158。(オンライン整数列大辞典の数列 A025379)
    - 異なる4つの平方数の和 n 通りで表せる最小の数である。1つ前の3通りは78、次の5通りは126。(オンライン整数列大辞典の数列 A025417)
- 142 = 13 + 23 + 23 + 53
  - 4つの正の数の立方数の和で表せる29番目の数である。1つ前は137、次は144。(オンライン整数列大辞典の数列 A003327)
- 142 = 122 − 2
  - n = 2 のときの 12n − n の値とみたとき1つ前は11、次は1725。(オンライン整数列大辞典の数列 A024141)

## その他142に関連すること
- 西暦142年
- 第142代ローマ教皇はセルギウス4世（在位：1009年7月31日～1012年5月12日）である。